# Спа (город)
Спа (фр. Spa, валлон. Spå) — город в Бельгии, в её валлонской провинции Льеж. Муниципалитет расположен в Арденнских горах и известен как популярный курорт. Название водной физиотерапии «спа» происходит от названия города. Рядом с городом находится автогоночная трасса «Спа-Франкоршам», где проводятся гонки «Формулы-1».
Площадь муниципалитета — 39,85 км². Население — 10 543 человека.
С 2021 года включён в Список Всемирного наследия ЮНЕСКО в категорию Великие курортные города Европы.

## История
С древних времён городок Спа славился своими целебными водами, на которых бывали русский император Пётр Великий и французский принц Луи-Жозеф Конде.
Целебные воды Спа были известны древним римлянам, вероятно, они и назвали его самоизливающиеся источники, фонтан которых и сегодня украшает площадь курорта — «Spa» (валлонский espa — фонтан). Богатые углекислотой воды железистых источников Спа римляне называли Aquae Sepadonae. Они были приятны на вкус, исцеляли от многих болезней и были настолько популярны, что о них писал в своей «Естественной истории» Плиний Старший. Углекислота выделяется из воды тысячами жемчужных пузырьков, возможно, топоним города-курорта своим происхождением обязан другому латинскому слову — spargere — пузыриться.
В XIV столетии Спа превратился в курорт, а в XVI веке воды Спа в кувшинах продавали во многие страны Европы. С водами модного курорта слово «spa» в буквальном смысле было перенесено в Северную Англию, что на северном диалекте зазвучало как «spaw».
Англичане уморительны со своими иностранными наименованиями. У них все минеральные воды — Спа, как у нашего провинциала все русские — послы и посланники Поццо-ди-БоргиПётр Андреевич Вяземский в своей знаменитой «Записной книжке» в день 17-го морского купания в Брайтоне, сентябрь 1838 г.
В 1717 году на водах в Спа лечился Пётр I. Вот как это описал в своих записках «Pierre le Grand aux eaux de Spa» Альбин Боди: «Непомерные труды последних лет и полное пренебрежение своим здоровьем не остались без вредного влияния на богатырскую натуру царя». По совету доктора Арескина (лейб-медик Петра Роберт Эрскин) Пётр Алексеевич отправился на лечение водами целебных источников в Спа в австрийских Нидерландах (нынешняя Бельгия).
В течение четырёх недель (с 24 июня до 25 июля 1717 года) Пётр пил целебные Пуонские воды. Пётр пожелал увековечить память о своём пребывании в Спа. По распоряжению царя в Спа был поставлен памятник работы одного амстердамского скульптора, на котором начертана дарственная надпись от Петра на латыни, сочинённая одним из приближённых царя.
19 сентября 1888 в городе состоялся первый конкурс красоты. 21 из 350 кандидаток достигли финала, где исключительно мужское жюри «осматривало» их за закрытыми дверями. Победительницей стала 18-летняя Берта Сукаре из Гваделупы; она получила приз в 5000 франков.
С первых дней Первой мировой войны город подвергся немецкой оккупации. В нём были размещены лазареты для немецких солдат, а позднее туда переместилась Ставка Верховного командования (Oberste Heeresleitung), располагавшаяся в период с марта по ноябрь 1918 года в построенном в январе того же года бункере под отелем «Britannique».
С 5 по 16 июля 1920 года в городе проходила международная конференция стран Антанты, посвящённая мирному урегулированию по окончании мировой войны.
С 1921 года в окрестностях города проводятся авто- и мотогонки на трассе «Спа-Франкоршам». С 1950 года здесь проводится гран-при «Формулы-1».